# Аурискальпій
Аурискальпій (Auriscalpium) — рід базидіомікотових грибів родини аурискальпієві (Auriscalpiaceae). Представники роду ростуть на шишках, мертвій деревині або під мохом.

## Види
До роду відносять 8 видів:
- Auriscalpium andinum (Pat.) Ryvarden , 2001.
- Auriscalpium barbatum Maas Geest., 1978
- Auriscalpium dissectum Maas Geest. & Rammeloo, 1979
- Auriscalpium gilbertsonii Ryvarden, 2001.
- Auriscalpium luteolum (Fr.) P.Karst., 1879
- Auriscalpium umbella Maas Geest., 1971
- Auriscalpium villipes (Lloyd) Snell & EA Dick, 1958
- Auriscalpium vulgare Gray, 1821